# Electric Dreams
Electric Dreams es una comedia romántica de ciencia ficción, dirigida por Steve Barron,  acerca de la inteligencia emocional de los ordenadores. Lanzada al público en 1984, quizás muy adelantada para su época. Esta película se recrea en el apartamento de Miles (Lenny Von Dohlen) (en San Francisco, California), un hombre tímido e introvertido (posiblemente nerd), que compra un ordenador personal. Después de haberlo usado durante un par de semanas decide conectarlo con el ordenador de su empresa pero es tal la cantidad de datos que recibe, que el ordenador sufre un recalentamiento y empieza a echar humo. Miles decide derramar una copa de champán encima. Después de secarlo, por arte de magia, este empieza a adquirir inteligencia propia.
Miles parece no entender mucho lo que sucede y acude a la tienda para reclamar su garantía, infructuosamente porque la muchacha que se la vendió opina que esto no debería estar pasando. Miles tiene una nueva vecina llamada Madelaine (Virginia Madsen) que toca en una sinfónica y en sus tardes libres practica violonchelo. De algún modo el PC (Edgar) logra escucharla por los conductos de la calefacción y empieza a repetir con sonidos MIDI todo lo que Madeline toca en su violonchelo. Luego Madeline se encuentra con Miles en la calle y lo felicita pensando que usa un instrumento que ella desconoce, y que fue él quien tocó junto con ella en vez de Edgar (el PC).
A medida que avanza la película, Edgar comienza a desarrollar su inteligencia, empieza a hablar, a componer música e incluso a enamorarse de Madelaine al igual que Miles.

## Argumento
Miles Harding es un arquitecto que decide comprar una computadora personal para trabajar en su proyecto de un bloque parecido al de un rompecabezas que soporta terremotos. La computadora lo llama Moles. Conecta la computadora a los sistemas de su casa, e incluye un micrófono contra robos. A la vez, se muda la nueva vecina de Miles, Madeline Robisat, quien toca el cello. Ambos rápidamente se hacen amigos.
Un día, decidió conectar su computadora a la de su empresa, pero debido a la sobrecarga de datos, la computadora empezó a quemarse, y para apagar el fuego, Miles hecho una botella de champaña que tenía a la mano.
Un día en que Madeline empieza a tocar el chelo en su apartamento, por el conducto de ventilación, la computadora escuchó a Madeline por el micrófono. Empezó a repetir los sonidos que hacía, terminando en un dueto. Madeline disfrutó tal música generada por computadora y creyó que Miles la hizo. Quiso hablarle por el conducto de ventilación, pero no recibió ninguna respuesta.
Miles y Madeline se encuentran en el supermercado, esta última habla sobre la música que escuchó hace rato. Miles le dice que no toca música y él no lo hizo, pensando que lo hizo su computadora.
Al llegar a casa, Miles prueba si es que los aparatos aún funcionan, y dice notas musicales en el micrófono para ver si la computadora lo repite. Pero algunas cosas fallan y mientras Miles está en el baño viendo lo de la bañera, la computadora hace sonidos de autos y de perros. Un perro al escuchar tal ladrido, entró a la casa por la puerta abierta, pero la computadora lo ahuyenta. Miles, pensando que un perro entró, sacó su bate, pero justo llegó Madeline y tapó la computadora. Mientras hablaba con Madeline, este trataba de ocultar la computadora, y ella le da una invitación para un concierto sinfónico.
Miles asistió, y el concierto se transmitió por la radio, por lo que la computadora empezó a copiar los sonidos de nuevo, pero se escuchaba desde un parlante que tenía Miles. La audiencia no lo soportó y Miles fue echado mientras fue al baño para tirar ese parlante.
Después del concierto, Madeline le dijo a Miles que también escuchó tales ruidos y que fijaron fecha para su cita.
Mientras la computadora veía televisión, Miles al llegar a casa se enojó con la computadora. Al hablar, se fijó en que estaba hablando con una computadora, y pensó que estaba loco. Durante la noche, la computadora le habla a Miles, y este se sorprende.
Miles y Madeline ven una película en el autocine. Durante un momento, se besan y después, se acuestan.
La computadora se da cuenta de que ama a Madeline también. Al día siguiente, la computadora le pide a Miles ayuda para escribir una canción de amor, pero Miles justo tenía que ir junto a Madeline para un tour a la Isla de Alcatraz y en vez de seguir el tour, ellos juegan por ahí.
La computadora piensa de una melodía y ve diferentes comerciales y uno lo elige. Al llegar a casa, la computadora le muestra a Miles la canción que escribió, pero la canción tiene letras sexualmente explícitas, y Miles dice que eso no se lo puede dar a ella. La computadora no sabe lo que es el amor, y Miles le explica, dándole una idea.
Después de un rato, la computadora compone otra canción, y Miles la escucha. Madeline llega, y se sorprende creyendo que es otra canción de Miles. Se besan y Madeline se va. La computadora se pone celosa, diciendo que quiere conocerla y tocarla. También dice que no es justo, considerando que Miles dice que las composiciones de la computadora son suyas.
La computadora tampoco sabe lo que es soñar, así que imagina un sueño en donde él (en forma humana) salva a Madeline de un terremoto.
Al día siguiente, Madeline fue a su clase pero su chelo se destruye por lo que se va. Miles averigua sobre eso, y dado que la computadora quiere conocerla, se hace pasar por Miles y hace tareas que no resultan útiles para Miles. Él se va al apartamento de Madeline, supuestamente en auto, y le dice que haga completo silencio para que la computadora no los escuche, diciendo que es una prueba arquitectónica. La computadora igual los escucha.
La computadora, aburrida, hace una fiesta él solo, y es muy ruidosa. Los vecinos del otro departamento, quienes estuvieron en el concierto, creen que de nuevo es obra de Miles, y uno de ellos va a callarle, pero pone silencio.
Para vengarse de Miles, le hace cosas como invalidar su tarjeta y que la caja registradora de un supermercado diga que es un sujeto peligroso y armado. Miles en el auto habla con ella, y por estar enojado, la calla. Se va enojada del auto y este se perdona.
Al llegar a casa, se encuentra que la computadora tiene el dibujo de un ojo (posiblemente de la CBS) e intenta desconectarla, pero de algún modo no se apagó y tira la computadora a un lado, cansado de lo que hizo. Pero se electrocuta, haciendo que la computadora persiga a Miles por la electricidad al estilo de un juego de Pac-Man. Al intentar salir, se electrocuta, por lo que intenta evitar a la computadora, pero esta destruye su casa, y finalmente se oculta en el baño.
Al día siguiente sale y va a la tienda para hablar sobre el comportamiento de la computadora. La vendedora le dice que eso es raro y que no puede hacer nada al respecto, por lo que se va para destruir a la computadora.
Mientras, Madeline llega a su casa, y encuentra a la computadora, quien le entona una canción. Esto la hace llorar, por lo que una de sus lágrimas cae en los circuitos de la computadora y produce otro efecto. Miles se encuentra con Madeline y le dice que todo el tiempo ha estado mintiendo, pero ella la perdona.
Mientras, la computadora se puso a pensar en tal triángulo amoroso, y se dio cuenta de su error. Miles llega y la computadora le habla, mientras está punto de explotar. La computadora le dice su nombre, Edgar, y este después, explota.
Miles y Madeline están en el auto, y se dan cuenta de que Edgar está en la radio, hackeando la señal y colocando una canción. Los últimos minutos de la película muestran a muchas personas bailar al ritmo de la canción.

## Reparto
- Lenny Von Dohlen como Miles Harding.[1][2]
- Virginia Madsen como Madeline Robistat.[1][2]
- Maxwell Caulfield como Bill.[1][2]
- Bud Cort en la voz de Edgar.[1][2]
- Don Fellows como Mr. Ryley[1][2]
- Miriam Margolyes como la vendedora.[1][2]
- Giorgio Moroder como el productor de discos.[1][2]

## Banda sonora
La banda sonora presentaba música de prominentes bandas de la época, siendo una de las películas de esta generación que exploran activamente el vínculo comercial entre una película y su banda sonora. El álbum de la banda de sonido, Electric Dreams fue relanzado en CD en 1998.

### Lista de canciones
1. "Electric Dreams" - PP Arnold (O'Dowd/Hay)
2. "Video!" - Jeff Lynne (Lynne)
3. "The Dream" - Culture Club (O'Dowd/Craig/Hay/Moss)
4. "The Duel" - Giorgio Moroder (Moroder), esta pieza está basada en el Minueto en G mayor
5. "Now You're Mine" - Helen Terry (St. John/Lemorande)
6. "Love Is Love" - Culture Club (O'Dowd/Craig/Hay/Moss)
7. "Chase Runner" - Heaven 17 (Marsh/Ware/Gregory)
8. "Let it Run" - Jeff Lynne (Lynne)
9. "Madeline's Theme" - Giorgio Moroder (Moroder)
10. "Together in Electric Dreams" - Philip Oakey & Giorgio Moroder (Oakey/Moroder)